# Contrôle postural
Le contrôle postural permet à un individu de se mouvoir avec aisance et facilité. Plusieurs écrits de référence décrivent le contrôle postural comme étant la capacité du corps à demeurer dans un alignement adéquat lorsqu'en station debout contre la gravité, ainsi qu'en mouvement lorsqu'il subit des changements de position et d'orientation.

## Notions de base
Par ailleurs, le contrôle postural s'acquiert de façon conjointe avec le développement psychomoteur chez l'enfant en bas âge. En effet, un aspect important du contrôle postural est le développement des mouvements antigravitationnels qui se divisent en quatre étapes, soient la mobilité contre la gravité, la stabilité contre la gravité par la cocontraction des muscles du tronc, la mobilité du haut du corps sur une base de sustentation stable et l'habileté à combiner la stabilité et la mobilité lors des mouvements antigravitationnels.
De plus, l'acquisition d'un contrôle postural adéquat ne pourrait survenir chez un enfant si un des trois systèmes suivants n'était pas fonctionnel; le système visuel, le système vestibulaire ainsi que le système somatosensoriel. En effet, le système visuel permet une représentation du plan vertical dépendant des objets perçus dans le champ visuel de l'enfant et le système vestibulaire offre une constante référence gravitationnelle permettant une orientation posturale avec laquelle l'enfant peut comparer les stimuli somatosensoriels et visuels. (Barthel, 2010) Certains ouvrages de référence mentionnent que le contrôle postural se développe selon la maturation progressive du système nerveux, mais il est aussi attribuable à la force des différents muscles du corps, principalement du tronc, la masse corporelle, le traitement sensoriel, les fonctions cognitives ainsi que les contraintes environnementales.
La théorie des systèmes dynamiques suggère que le contrôle postural se crée par l'interaction entre les fonctions du corps, l'environnement dans lequel les mouvements sont occasionnés ainsi que la tâche complétée par l'individu. Une telle conception permet de mieux comprendre pourquoi le contrôle postural se développe selon différents rythmes chez les enfants en bas âge.

## En ergothérapie et en psychomotricité
En ergothérapie et en psychomotricité, certaines interventions viseront à agir sur le contrôle postural s'il n'est pas acquis chez l'enfant, puisqu'un contrôle postural déficitaire engendre plusieurs conséquences sur la performance dans les activités de la vie quotidienne. Par exemple, un enfant ayant un mauvais contrôle postural développera des patrons moteurs compensatoires ce qui affectera ses habiletés de motricité fine engendrant des difficultés au niveau de l'écriture.

## Marqueur
L'altération du contrôle posturale peut être un marqueur précoce de certaines maladies, dont la maladie d'Alzheimer